# 제마 키드
제마 키드(Jemma Kidd, 1974년 9월 20일~)는 잉글랜드의 분장사, 배우이다.